# Mitsubishi Silver Pigeon
Die Mitsubishi Silver Pigeon (übersetzt: Silberne Taube) war eine Reihe von Motorrollern, die Mitsubishi Heavy Industries zwischen 1946 und 1963 produzierte. Das erste Modell war die C-10 mit einem 112-cm³-Motor mit 1,5 PS, welche auf einem Roller aus den Vereinigten Staaten von Koujiro Maruyama basierte. Die Produktion fand bei den Nagoya Maschinenwerke statt. Zusammen mit dem Mitsubishi Mizushima Dreirad-Kleintransporter war der Silver Pigeon Mitsubishis erste Beiträge zum japanischen Nachkriegszeit Motorisierungs Boom. Die größten Mitbewerber waren der Fuji Rabbit und 1954 die Honda Juno. Die Silver Pigeon wurde ständig verbessert und blieb daher erfolgreich in der Produktion für fast zwanzig Jahre. Die japanischen Motorradfahrer Magazine wählten sie zur "Best in Styling" in den 1950er Jahren für drei Jahre in Folge. Von 1950 bis 1964 hatte es durchschnittlich einen 45-Prozent-Marktanteil im heimischen Markt. Bei Produktionsende 1963 waren über 463.000 Exemplare hergestellt worden. Das 1960 gebaute C-200 Modell war hierbei mit fast 38.000 Verkäufe das beliebteste Modell. Das letzte Modell C-240 im Jahre 1963 hatte einen 143-cm³-Motor mit 9,2 PS und wog 143 kg.